# Gazeta Polska (Winnipeg)
Gazeta Polska – polskojęzyczny tygodnik wydawany w Winnipegu (Manitoba) w Kanadzie od 18 maja 1949 do 31 października 1951 jako kontynuacja Gazety Polskiej w Kanadzie. 
Wydawcą była firma Canadian Publishers Ltd. (w rzeczywistości misjonarze oblaci). Funkcję redaktora pełnił ks. Jan Sajewicz, a wspomagali go Stanisław Zybała (1949–50) i Wiktor Turek (1950–51).
W 1951 Gazeta Polska weszła w fuzję z tygodnikiem Głos Polski, który przetrwał ze swoją nazwą i ukazuje się do dziś w Toronto.
Dużo wcześniej pod tym samym tytułem „Gazeta Polska” ukazało się w 1906 w Winnipegu (najbardziej polskim mieście w Kanadzie w tym okresie) pismo, założone przez trzech polskich przedsiębiorców, którzy odkupili wyposażenie wydawnictwa od upadłego Głosu Kanadyjskiego. W przeciwieństwie do poprzedników nowi właściciele związani byli z antyklerykalną frakcją Polonii i z Partią Liberalną. Z powodów finansowych czasopismo tamto miało bardzo krótki żywot.